# أذن القطة الأطلسية
أذن القطة الأطلسية (الاسم العلمي:Hypochaeris atlantica) هي نوع من النباتات يتبع جنس أذن القطة من الفصيلة النجمية.